# Sacrifici umani nell'antico Egitto

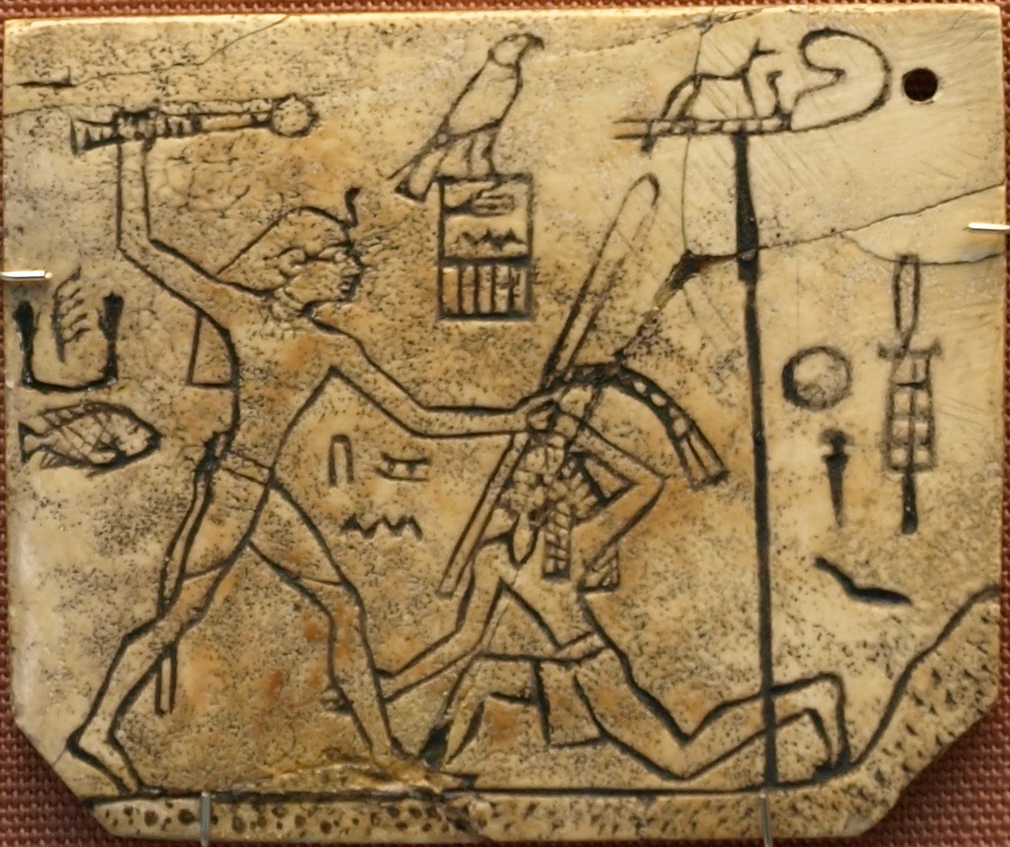
La Targhetta MacGregor, in avorio, raffigurante il faraone Den (ca. 2970 a.C.), della I dinastia, mentre abbatte un nemico asiatico. Den è uno dei faraoni arcaici alla cui sepoltura si sarebbero svolti sacrifici umani. British Museum, Londra.

Nell'ambito della antica civiltà egizia, durante la sua prima fase, il sacrificio umano avveniva sotto forma di sacrificio di servitori: quando, cioè, i servitori di un faraone (e, occasionalmente, di un alto aristocratico) venivano uccisi nell'ambito dei riti funebri del sovrano, per continuare a servirlo nell'aldilà. Con ogni probabilità, tale pratica fu limitata al Periodo arcaico dell'Egitto, e specificamente alla sola I dinastia (ca. 3150 a.C. - 2900 a.C.).

## Contesto storico e premesse

### Credenze egizie sulla vita dopo la morte
Gli antichi egizi, così come la maggioranza delle culture, credevano nella vita dopo la morte e gran parte di ciò che resta della loro civiltà riflette questa credenza, poiché solamente i templi, le tombe e altre strutture religiose si sono preservate - grazie alle loro caratteristiche architettoniche e ai materiali molto resistenti impiegati nella loro edificazione. L'esistenza del ka aveva un ruolo prominente nella complessa religione egizia: il ka era la forza che animava la forma visibile di qualcuno (sia il corpo oppure solo una statua) che il ba aveva scelto, dandole così la vita. Questa complessa nozione non ha un equivalente nelle moderne lingue europee; la sua traduzione con i termini anima o spirito è solo parzialmente precisa. Gli egizi credevano che, dopo la morte, il ka necessitasse di un corpo intatto in cui tornare: motivo per cui mummificavano i loro defunti. Inoltre prendevano precauzioni nel caso che il loro corpo non si conservasse, commissionando le cosiddette statue del ka: statue raffiguranti il defunto, sepolte con lui nella tomba, che sarebbero servite come sostituto del corpo qualora la mummia si fosse decomposta o fosse andata incontro ad altri danni (un esempio molto celebre è la statua del ka di re Hor I, risalente alla XIII dinastia egizia). La sopravvivenza del ka del faraone era di fondamentale importanza, per la posizione di assoluto rilievo che costui aveva nella politica e nella religione del Paese. Gli egizi guardavano all'aldilà come una continuazione della vita terrena, con le stesse gioie e le stesse attività che sperimentavano quotidianamente; anche la gerarchia, secondo loro, si sarebbe conservata dopo la morte.

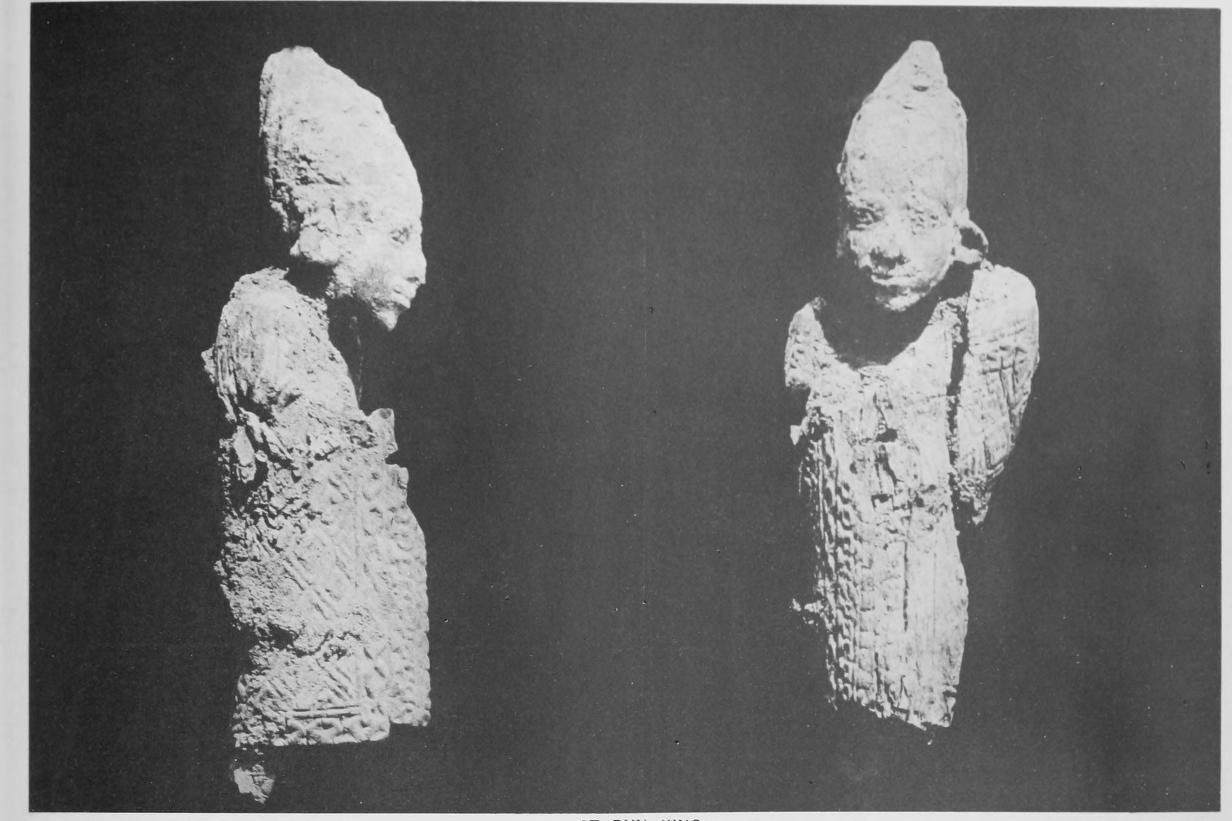
Statuetta frammentaria, in avorio, di un faraone della I dinastia (EA37996), scoperta nel Tempio di Osiride ad Abido (EA37996). British Museum, Londra.

### Autorità del faraone
Il faraone era il vertice indiscusso della società egizia, sia nella sfera politica che in quella religiosa. I faraoni erano venerati come divinità in forma umana. Ellen F. Morris, professoressa del Dipartimento di Antropologia della Columbia University, ha ipotizzato che i faraoni si servissero dei sacrifici dei loro servitori per mostrare e ribadire il proprio potere: ipotesi che sottolinea l'autorità che i re d'Egitto detennero fin da subito, al punto da convincere i loro sudditi a rinunciare alla loro vita pur di continuare a servirli nell'oltretomba. Oltre a essere indizio dell'obbedienza, o della fiducia, totale dei sudditi nei confronti del sovrano, tale pratica segnala anche la fede saldissima degli egizi nella vita ultraterrena: ritenevano che il faraone fosse un dio e che la loro vita gli appartenesse anche dopo la morte. Il Dr. David O'Connor, della New York University Institute of Fine Arts, ha fatto notare che la volontà dei sudditi e dei servitori di accompagnare il loro sovrano nella morte dimostrerebbe una svolta nella visione che gli egizi avevano dei faraone.

## Prove archeologiche di sacrifici di servitori
Come è avvenuto alla maggior parte delle antiche sepolture egizie, i saccheggi e, successivamente, gli scavi distruttivi alla ricerca di oggetti preziosi hanno compromesso la possibilità di venire a conoscenza di molti particolari sui sacrifici umani dei servitori - dettagli che si sarebbero potuti ricavare da tombe intatte. Il Dr. David O'Connor, ha ipotizzato che il sacrificio di servi costituisse un'eccezione, nelle pratica funerarie dell'Egitto arcaico, anziché la norma.
A causa della scarsità di prove, esiste un ampio dibattito sulla reale esistenza e sull'entità dei sacrifici di servitori durante i riti funebri dei faraoni. La maggior parte degli egittologi è del parere che tali sacrifici si siano verificati. Solitamente, i defunti erano inumati in una medesima sepoltura in tempi diversi, mentre le tombe che sono oggetto di studio per i sacrifici umani mostrano che tutti i defunti vi furono sepolti contemporaneamente; ciò ha portato a ipotizzare che i servitori fossero stati sacrificati.

## Sacrifici di servitori durante la I dinastia

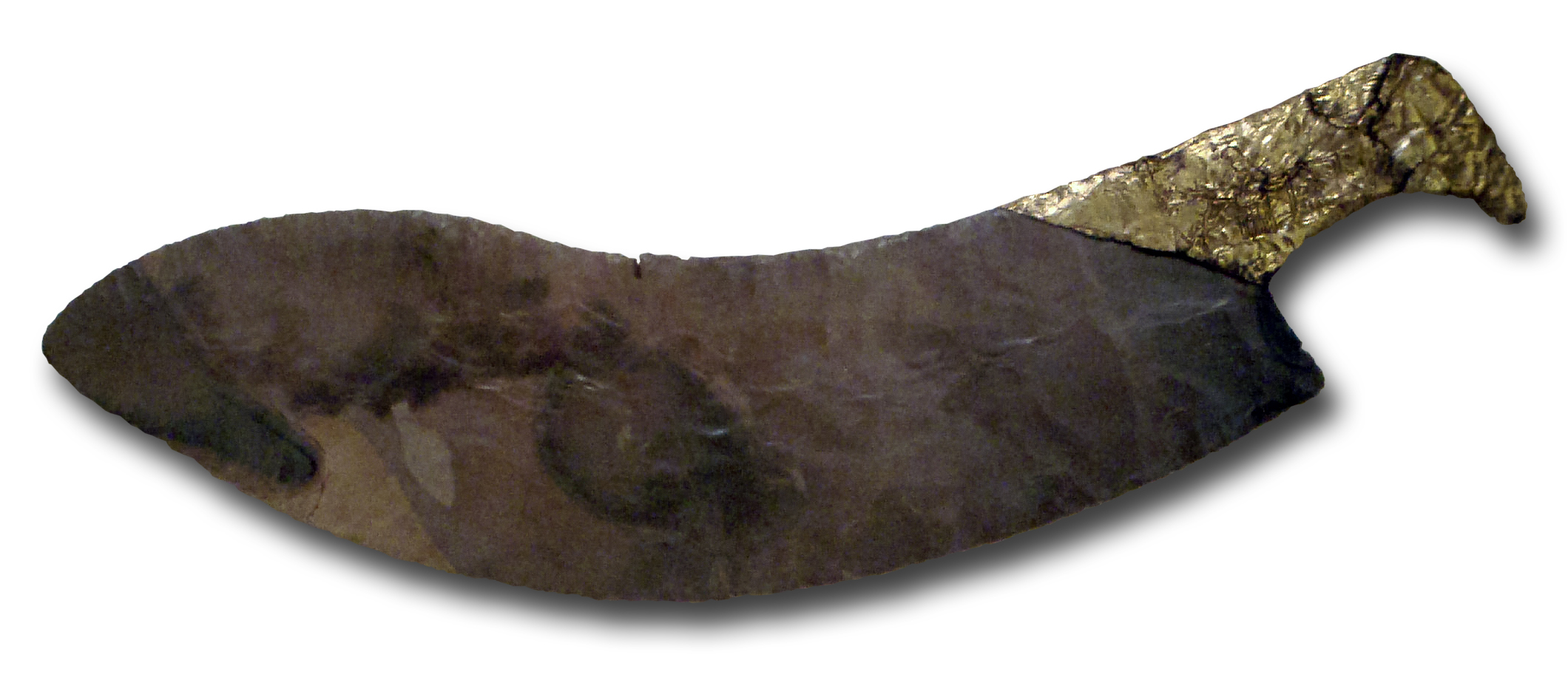
Coltello cerimoniale in selce, con manico d'oro, appartenente a re Djer (ca. 3000 a.C.), terzo faraone della I dinastia. Royal Ontario Museum, Toronto.

### Re Aha
Il faraone Aha (ca. 3050 a.C.), secondo faraone della I dinastia, era noto anche con il nome Hor-Aha. Secondo l'egittologa Ellen F. Morris, al momento della sua sepoltura si sarebbero svolti 35 sacrifici di servitori, insieme ad altri 20 nelle tre tombe circostanti, comprese nella suo complesso funerario. Esistono altri due studi concernenti il numero di individui sacrificati rinvenuti nella tomba di re Aha. Il primo studio, pubblicato sul New York Times, è stato condotto da un team di archeologi provenienti dalla Università di New York, da Yale e dalla Università della Pennsylvania, i quali condussero una campagna di scavi nel complesso sepolcrale di re Aha, rinvenendo sei tombe accanto al sepolcro rituale del faraone. Cinque di queste sei tombe contenevano scheletri di funzionari di corte, servi e artigiani che sembrano sacrificati per andare incontro ai bisogni del re nell'oltretomba. Un ulteriore studio è stato pubblicato dalla National Geographic Society, con un articolo intitolato "Abido: vita e morte all'alba della civiltà egizia" ("Abydos: Life and Death at the Dawn of Egyptian Civilization"). Secondo quest'ultima indagine, 6 servitori sacrificati furono sepolti nella tomba di Aha, insieme a lui, mentre altri 35 furono inumati nelle tombe secondarie all'interno del complesso sepolcrale.

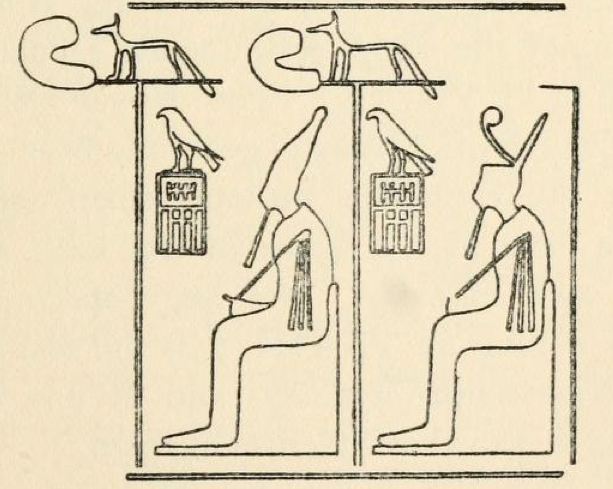
Riproduzione delle immagini su un sigillo cilindrico di re Djer. Disegno di Percy Newberry.

### Re Djer
I riti funebri per re Djer, figlio e successore di Aha, videro il sacrificio di 318 individui sepolti nella sua tomba e di altri 269 sepolti nello spazio circostante. Il Dr. O'Connor ritiene che più di 200 tombe scoperte nel complesso funerario di Djer conterrebbero i resti dei suoi servitori immolati. 

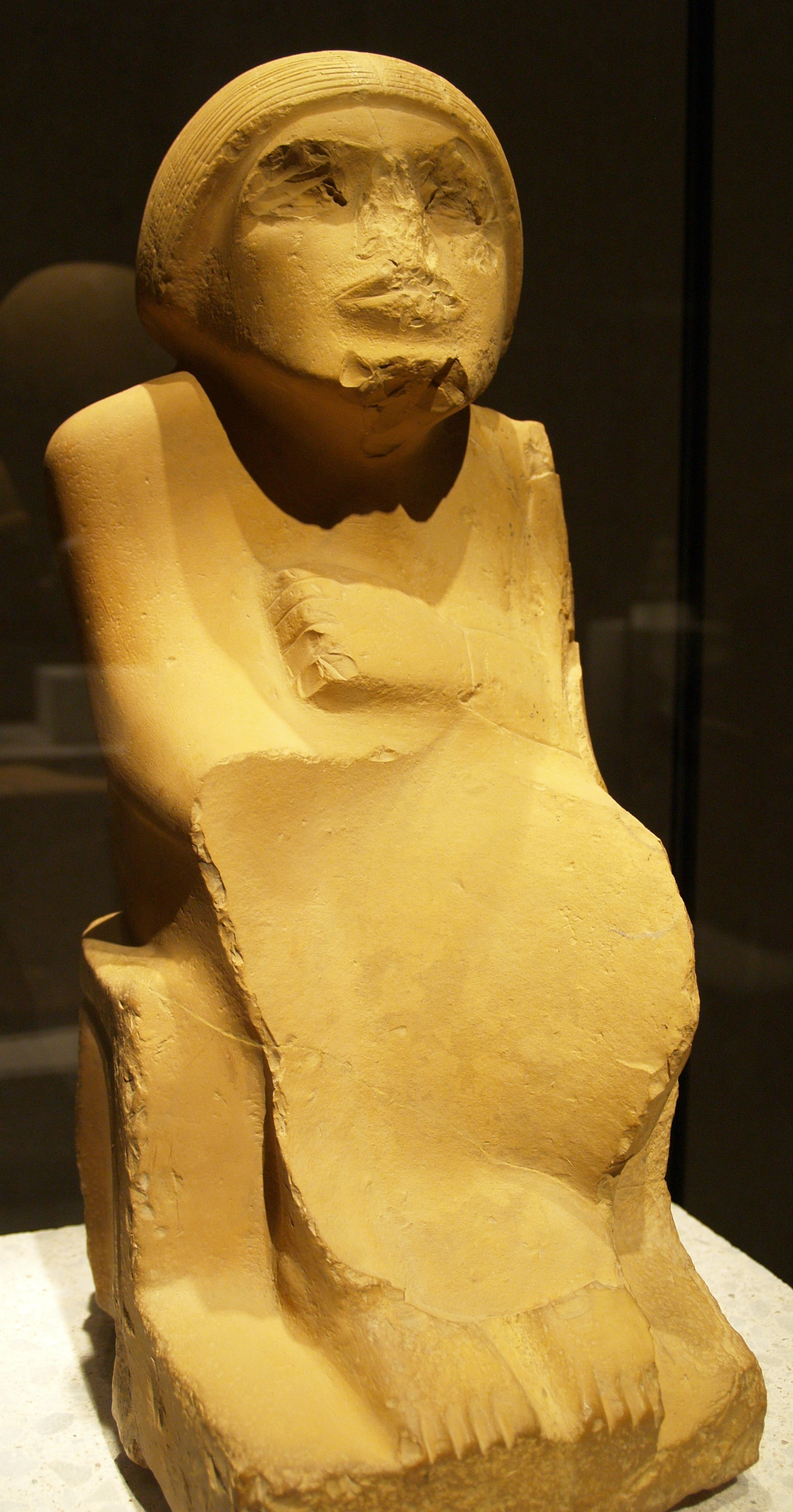
Statuetta raffigurante un dignitario assiso, in pietra calcarea, risalente alla I dinastia. Neues Museum, Berlino.

L'importante studio "Storia sociale dell'antico Egitto" ("Ancient Egypt: A Social History") afferma che Djer sarebbe stato sepolto con più di 580 servitori: essendo praticamente impossibile che tutti questi funzionari e servi siano morti per cause naturali nello stesso momento, sembra altamente probabile l'ipotesi di un sacrificio collettivo. Il succitato articolo della National Geographic enumera 569 servitori immolati per Djer. Un'altra stima sarebbe di 338 immolati.

### Re Djet
A re Djet (ca. 2980 a.C.) furono sacrificati 174 servitori, sepolti nel suo complesso funerario di Abido, oltre ad altri 62 sepolti nel suo complesso funerario di Saqqara.

### Re Den
Dopo la morte del faraone Den (ca. 2970 a.C.), circa 230 individui morirono contemporaneamente per qualcuno o qualcosa di estrema importanza. Anche in questo caso, è del tutto improbabile che un tale numero di persone sia deceduto per cause naturali nello stesso momento, mentre è possibile avanzare l'ipotesi che queste persone siano state sacrificate per continuare a servire il faraone defunto nell'aldilà.

### Re Qa'a
Il complesso funerario di re Qa'a (2910 a.C.?) permette di osservare il progressivo declino dei sacrifici rituali: si ritiene che solamente 30 servitori siano stati uccisi durante i funerali di questo faraone.

## Modalità di sacrificio
Sono state avanzate due diverse teorie sulle modalità dei sacrifici. Nancy Lovell, antropologa fisica, ritiene che i servitori fossero uccisi per strangolamento, a causa di certe chiazze rosacee presenti sui loro denti:
(Nancy Lovell)
Matthew Adams ha invece ipotizzato che, siccome sugli scheletri non è stato individuato alcun trauma, la causa della morte di tutti quei funzionari e servi sarebbe stata il veleno.

## Interruzione della pratica dei sacrifici umani
La pratica dei sacrifici umani fu abbandonata immediatamente dopo la fine della I dinastia. Una possibile spiegazione è che l'entourage dei faraoni dopo la I dinastia non credesse più nella necessità di morire per continuare a servirli nell'aldilà, probabilmente ritenendo che fosse possibile ricongiungersi al re dopo la morte naturale di ciascuno dei servitori. Un'altra probabile ragione per il declino e la completa cessazione dei sacrifici sarebbe la creazione delle statuette ushabti. 

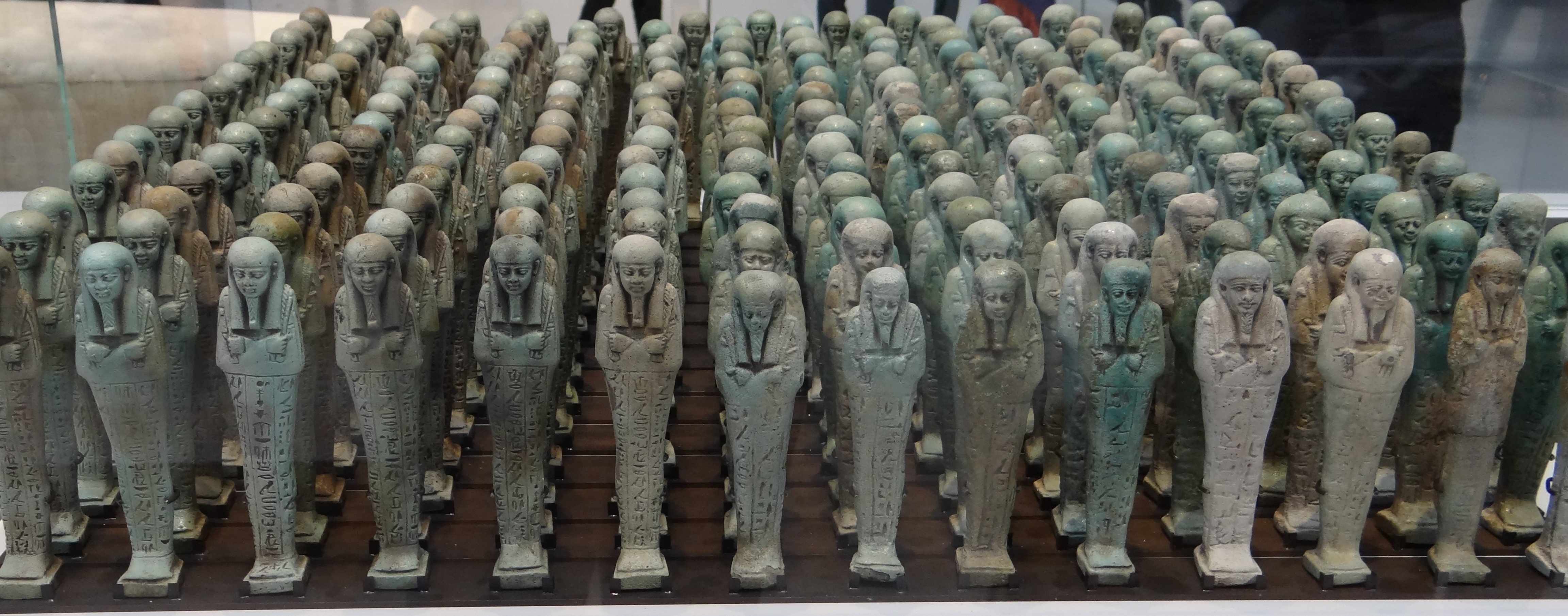
Una schiera di ushabti rinvenuti nella tomba di un certo Neferibreheb, risalenti al VI secolo a.C. Queste statuette di servitori rimpiazzarono i sacrifici umani di servitori.

Gli ushabti erano rozze statuette (divenute sempre più pregevoli e raffinate nel corso dei secoli) a forma di mummia, create per rimpiazzare i servigi dei servi nel mondo dei morti; più di un millennio dopo, il V capitolo dei Libro dei morti preciserà:
(Libro dei Morti)
L'atteggiamento nei confronti dei servitori sacrificati ai re della I dinastia non dovette essere, probabilmente, molto diverso. Sul corpo dell'ushabti erano incise specifiche formule magiche che avrebbero dovuto animarlo nell'aldilà e spingerlo a svolgere i mestieri assegnatigli.